# Vuelo 122 de Hewa Bora Airways
El 15 de abril de 2008, el vuelo 122 de Hewa Bora Airways, un McDonnell Douglas DC-9-51, se precipitó en una zona residencial y comercial en Goma, situada inmediatamente al sur del Aeropuerto Internacional en la República Democrática del Congo.

## Antecedentes
La parte oriental de la República Democrática del Congo había sido escenario de conflictos bélicos durante décadas, con varias facciones luchando por el control de los recursos minerales. Goma se destacaba como un punto clave para el transporte aéreo de casiterita (mineral de óxido de estaño) desde Nord-Kivu.
La Unión Europea incluyó a todas las aerolíneas de la República Democrática del Congo en su la UE. Hewa Bora Airways tenía una excepción única para un Boeing 767-266ER con número de cola 9Q-CJD y número de construcción 193H-1209, pero esta excepción también fue retirada el 11 de abril de 2008. Accidentes muy similares ocurrieron en la República Democrática del Congo en octubre del año anterior en la capital, Kinshasa, y en 1996, ambos también en zonas residenciales o de mercados. Debido a la escasez de carreteras transitables en el país, la mayoría de los cargamentos se transportan por aire, y es común encontrar mercados cerca de las pistas de aterrizaje.
Hewa Bora Airways operaba con una variedad de tipos de aeronaves, ninguna de ellas moderna. Esta aeronave en particular tenía 31 años de antigüedad.
Goma se encuentra en el activo Valle del Rift Africano, una zona de intensa actividad volcánica. Uno de los volcanes cercanos, el Nyiragongo, está tan próximo que su erupción en enero de 2002 destruyó el extremo norte de la pista 18/36, dejando solo 2 kilómetros disponibles para las operaciones aéreas. El Aeropuerto Internacional de Goma se encuentra a 1.551 metros (5.089 pies) sobre el nivel del mar, y la temperatura a media tarde ronda los 22 °C. Estos factores disminuirían el Peso Máximo de Despegue (MTOW) en la pista de 1.995 metros de 55 toneladas (121.000 libras) a menos de 45 toneladas (99.000 libras). Otro informe indica que solo de 1.600 a 1.800 metros de la pista eran utilizables. Si esta última cifra fuera correcta, el MTOW correspondiente se reduciría en otras 3 toneladas (7.000 libras).

## Accidente
El avión estaba despegando de Goma con destino a Kisangani. Según el director de RVA, el motor número uno se incendió después de recorrer 300 metros (980 pies). Este incendio se convirtió en una falla de motor no contenida. Posteriormente, la aeronave excedió la longitud de la pista y se estrelló a las 14:30 hora local (12:30 UTC), impactando contra casas de concreto, tiendas y puestos de mercado. El lugar del accidente se encontró en el mercado de Birere en la Avenida del 20 de Mayo, justo más allá del extremo sur de la pista 18.

## Víctimas
A bordo del vuelo viajaban 86 pasajeros y ocho miembros de la tripulación. Tres de los pasajeros y 37 personas en tierra perdieron la vida en el accidente. Además, otros 40 pasajeros y 71 personas en el suelo resultaron heridas.       
Entre los sobrevivientes del accidente se encontraba el obispo metropolitano de la Iglesia Ortodoxa Griega en África Central, Ignatios. Otro sobreviviente no congoleño fue un ingeniero de Alcatel llamado Selami Mordeniz. Al cuarto día, se recuperaron más restos, elevando la cifra de víctimas a 44, mientras que aún había 13 desaparecidos y 60 fueron rescatados. Un hallazgo adicional, junto con dos muertes en el hospital, aumentó la cifra a 47 para el 19 de abril. La clínica Heal Africa atendió a muchos de los heridos. Uno de los desaparecidos después de 48 horas era un trabajador humanitario del grupo Médicos Sin Fronteras. 

## Respuestas
El aeropuerto no contaba con equipos funcionales para combatir incendios. La respuesta inicial al accidente involucró a varias agencias internacionales presentes en Goma, incluyendo varias organizaciones de las Naciones Unidas (MONUC, Oficina de Coordinación de Asuntos Humanitarios, UNICEF, Organización Mundial de la Salud) así como Médicos Sin Fronteras Francia y la Cruz Roja Internacional. Miembros del 6.º Batallón de la Infantería Ligera Sikh del Ejército Indio, que estaban allí como parte de la Brigada de Kivu Norte de la Misión de la ONU en Congo (MONUC), actuaron rápidamente para rescatar a 6 sobrevivientes y recuperar 18 cuerpos. El personal del Ejército Indio también participó en el control inicial de la multitud y en prevenir que el incendio se extendiera a áreas densamente pobladas cercanas. Ambos grabadores de vuelo fueron recuperados. 
Un periódico de Kinshasa, Le Phare, informó que los aeropuertos en todo el país todavía utilizan infraestructuras de hace cincuenta años, provenientes de la época colonial belga.
Dos días después del accidente, el gobierno de la República Democrática del Congo se comprometió a realizar las reparaciones necesarias de la pista que habían no habían recibido mantenimento desde el mes de enero de 2002. Una organización local de derechos humanos culpó al gobierno de la República Democrática del Congo:
La responsabilité du crash d'un DC 9 de la compagnie Hewa Bora Airways le 15 avril dernier à Goma est d'abord imputable au gouvernement congolais, selon le Renadhoc, Réseau national des organisations non-gouvernementales de droits de l'homme en RDC.

(La responsabilidad del accidente del DC 9 de Hewa Bora Airways el 15 de abril en Goma recae completamente e indiscutiblemente en el gobierno congoleño, según el Renadhoc, la Red Nacional de Organizaciones No Gubernamentales de Derechos Humanos en la RDC.) — Radio Okapi, 21 de abril de 2008.
El gobierno alemán financió un proyecto de tres años con un presupuesto de 15 millones de euros para rehabilitar los 1.100 metros (3.600 pies) de pista enterrada tras el accidente de Hewa Bora. Sin embargo, este trabajo se suspendió cuando otra aeronave, operada por CAA (Compagnie Africaine d'Aviation), se salió de la pista y acabó sobre la lava en noviembre de 2009.  
El Banco Mundial desembolsó 52 millones de dólares en 2015 para completar el trabajo. 

## Investigación
En su informe de 2011 al Congreso, la NTSB (Junta Nacional de Seguridad en el Transporte de EE. UU.) clasificó este accidente como una importante investigación en curso, en la que estaban asistiendo a la República Democrática del Congo.